# Hamza Barry
Pour les articles homonymes, voir Barry.
Hamza Barry, né le 15 octobre 1994 à Banjul, est un footballeur international gambien. Il joue au poste de milieu de terrain au Vejle BK.

## Biographie

### En club
Lors de la saison 2015-2016, Hamza Barry est successivement prêté au Maccabi Netanya puis à l'Hapoël Tel-Aviv.
En fin de contrat avec l'Hajduk Split à l'été 2020, Barry se remet d'une blessure et fait une croix sur l'année 2021. Début 2022, il rejoint le Galaxy II de Los Angeles qui participe au USL Championship. Il se relance en Californie et après dix-huit rencontres, il est transféré au Vejle BK en deuxième division danoise le 22 août 2022.

### En sélection
Il honore sa première sélection internationale le 10 juin 2012, lors d'un match contre la Tanzanie rentrant dans le cadre des éliminatoires du mondial 2014 (défaite 2-1).

## Statistiques
| Saison                | Club                     | Championnat           | Championnat | Championnat | Coupe nationale | Coupe nationale | Coupe de la Ligue | Coupe de la Ligue | Compétition(s) continentale(s) | Compétition(s) continentale(s) | Compétition(s) continentale(s) | Total | Total |
| Saison                | Club                     | Division              | M.          | B.          | M.              | B.              | M.                | B.                | Comp.                          | M.                             | B.                             | M.    | B.    |
| 2013-2014             | Valletta FC              | Premier League        | 20          | 2           | 4               | 0               | -                 | -                 | C3                             | 4                              | 0                              | 28    | 2     |
| 2014-2015             | Valletta FC              | Premier League        | 28          | 12          | 3               | 0               | -                 | -                 | C1                             | 0                              | 0                              | 31    | 12    |
| Sous-total            | Sous-total               | Sous-total            | 48          | 14          | 7               | 0               | -                 | -                 | -                              | 4                              | 0                              | 59    | 14    |
| 2015-2016             | Maccabi Netanya (prêt)   | Ligat HaAl            | 21          | 2           | 1               | 0               | 3                 | 1                 | -                              | -                              | -                              | 25    | 3     |
| 2015-2016             | Hapoël Tel-Aviv (prêt)   | Ligat HaAl            | 12          | 0           | -               | -               | -                 | -                 | -                              | -                              | -                              | 12    | 0     |
| 2016-2017             | Hajduk Split (prêt)      | Prva HNL              | 27          | 3           | 3               | 2               | -                 | -                 | -                              | -                              | -                              | 30    | 5     |
| 2017-2018             | Hajduk Split             | Prva HNL              | 31          | 2           | 5               | 1               | -                 | -                 | C3                             | 6                              | 0                              | 42    | 3     |
| 2018-2019             | Hajduk Split             | Prva HNL              | 26          | 1           | 0               | 0               | -                 | -                 | C3                             | 4                              | 0                              | 30    | 1     |
| 2019-2020             | Hajduk Split             | Prva HNL              | 27          | 1           | 2               | 0               | -                 | -                 | C3                             | 2                              | 0                              | 31    | 1     |
| Sous-total            | Sous-total               | Sous-total            | 111         | 7           | 10              | 3               | -                 | -                 | -                              | 12                             | 0                              | 133   | 10    |
| 2022                  | Galaxy II de Los Angeles | USLC                  | 18          | 0           | -               | -               | -                 | -                 | -                              | -                              | -                              | 18    | 0     |
| 2022-2023             | Vejle BK                 | 1. Division           | 0           | 0           | 0               | 0               | -                 | -                 | -                              | -                              | -                              | 0     | 0     |
| Total sur la carrière | Total sur la carrière    | Total sur la carrière | 210         | 23          | 18              | 3               | 3                 | 1                 | -                              | 16                             | 0                              | 247   | 27    |

## Palmarès
Il remporte le championnat de Malte en 2013-2014 avec le Valletta FC.